# Tributi nell'antica Roma
I tributi nell'antica Roma (in latino munera) erano ispirati al principio che una parte dell'attività e del reddito del cittadino era dovuta alle istituzioni pubbliche.

## I munera civilia
Tra le attività che il cittadino doveva prestare agli enti pubblici senza nessun esborso di denaro da parte sua erano i munera civilia, dovuti al Municipium, che erano di tre tipi:
1) i munera personalia, tutte quelle attività che il cittadino doveva svolgere per la cura e la sopravvivenza della città: «la legatio (ambasciate all'Imperatore, al senato, ecc.), il cursus publicus (servizio postale), la tironum et equorum productio (l'arruolamento di reclute e la fornitura di cavalli), le varie curae cioè incarichi straordinari (esempio la cura annonae, ludorum, equorum, aquaeductus, operum publicorum, pecuniae publicae exigendae, ecc.)»

2) i munera patrimonii, che prevedevano invece che oltre l'attività personale una parte del patrimonio fosse devoluta all'ente pubblico e dei quali il più gravoso era quello di riscuotere per lo Stato le imposte dovute dai cittadini con l'obbligo di versare quelle non riscosse. Vi erano poi ad esempio: 
- l'hospitis recipiendi munus, l'obbligo cioè dei proprietarî di dare alloggio a proprie spese ai soldati (annona militaris), a funzionari pubblici, ecc.;
- il munus rei vehicularis, l'obbligo cioè di provvedere ai trasporti pubblici (angariae, parangariae, ecc.);
- il munus equos curules alendi, di nutrire cioè i cavalli per i giochi;
- la viarum et pontium sollicitudo, l'obbligo di manutenzione di strade e ponti;
- la munera sordida (fattura del pane, cottura della calce, ecc.).
3) munera mixta erano quelli dove erano addossati ai cittadini non solo il compito di effettuare certi lavori ma anche le spese relative.

## L'immunitas
L'esenzione dal pagamento dei tributi o dalle prestazioni di attività (immunitas) fu istituita nel Basso Impero come privilegio per le persone più vicine al potere politico e per alcune tipologie di beni come chiese, possedimenti imperiali, latifondi nobiliari.